# Prix Chesley
Les prix Chesley sont des prix artistiques créés en 1985 et décernés chaque année aux meilleurs travaux artistiques de science-fiction et de fantasy parmi ceux qui ne sont pas déjà lauréats du prix Hugo.
Les lauréats sont nommés et élus par l'ASFA (association des artistes de science-fiction et de fantasy) (en). Les prix sont remis lors de la convention de science-fiction mondiale (Worldcon) ou lors de la convention de science-fiction nord-américaine (NASFiC) (en) lorsque la première se tient hors du continent nord-américain.

## Historique
Initialement simplement nommés ASFA Awards, ils sont renommés Chesley Awards en 1986 en hommage au peintre américain Chesley Bonestell dont le décès en juin 1986 affecte grandement la communauté artistique de la science-fiction et de la fantasy. Aucun prix n'est décerné cette année-là.

## Catégories
Les prix sont décernés dans onze catégories :
- Meilleure illustration de couverture, livre à couverture rigide
- Meilleure illustration de couverture, livre de poche ou électronique
- Meilleure illustration de magazine
- Meilleure illustration intérieure
- Meilleure illustration liée au jeu (catégorie introduite en 1999)
- Meilleure illustration de produit (catégorie introduite en 1999)
- Meilleur travail en couleur, inédit
- Meilleur travail monochrome, inédit
- Meilleure œuvre d'art tridimensionnelle
- Meilleur·e directeur·rice artistique
- Prix de la réalisation artistique de toute une vie (nommé simplement prix de la réalisation artistique jusqu'en 2009)

Un ou deux prix spéciaux étaient également décernés jusqu'en 2010 (contribution exceptionnelle à l'ASFA de 1985 à 2010 sauf 2007 et 2008, ainsi qu'une distinction pour la succession de Chesley Bonestell en 2001).
La liste des récipiendaires est présente sur le site de l'ASFA.